# Iglesia de la Puerta de la Trinidad (Pechersk Lavra)

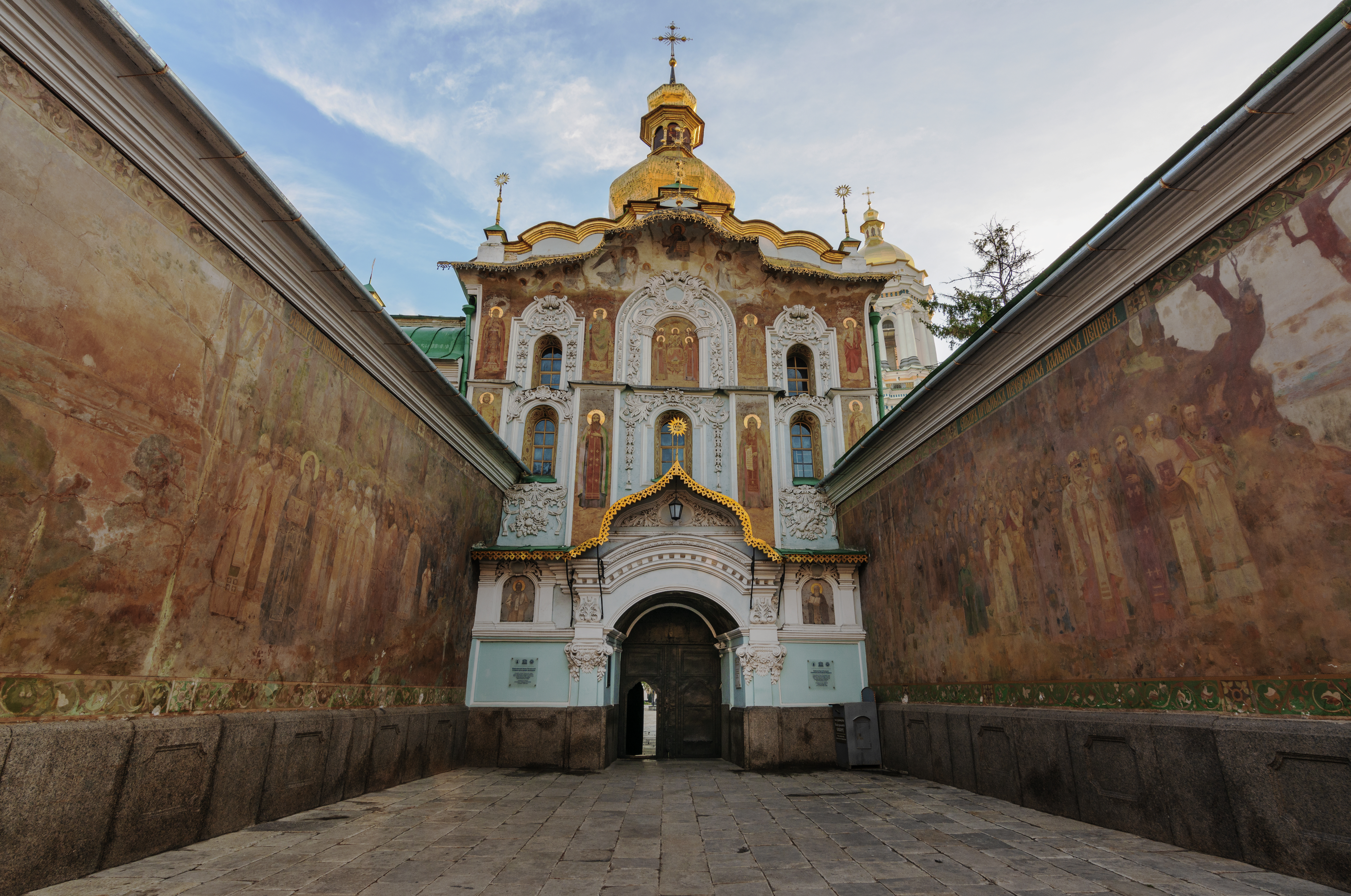
La Iglesia de la Puerta de la Trinidad se ubica sobre las Puertas Sagradas, una entrada al Monasterio de las Cuevas de Kiev.

La Iglesia de la Puerta de la Trinidad (en ucraniano: Троїцька надбрамна церква, Troits’ka nadbramna tserkva; en ruso: Троицкая надвратная церковь, Tróitskaya nadvrátnaya tsérkov) es una iglesia histórica del antiguo monasterio cueva del Monasterio de las Cuevas (Pechersk Lavra) en Kiev, la capital de Ucrania. Originariamente se comenzó su construcción durante el Rus de Kiev, la Iglesia de la Puerta de la Trinidad presenta un estilo de decoración propio del Barroco Ucraniano, ha sido reconstruida en numerosas ocasiones a lo largo de la historia.

## Historia
La iglesia de la Puerta de la Trinidad fue construida en 1106-1108, como parte de la Fortificación del Monasterio de las Cuevas (Pechersk Lavra), sobre la entrada principal del monasterio. La iglesia fue fundada por el nieto del príncipe de Cherníhiv Sviatoslav II de Kiev, quien renunció a su título de príncipe y se ordenó monje en la Laura el 17 de noviembre de 1106 con el nombre de Mykola Sviatosha. Mykola estuvo 36 años como monje y fundó el Monasterio Hospital de la Trinidad dentro de la Lavra.
Después de la destrucción de la Catedral de la Dormición durante la invasión mongola de 1240, se convirtió en la iglesia principal del monasterio. En 1462, la edición más completa del Patericon de Kiev Pechersk fue escrita allí. En 1631, Petró Mohyla (Peter Mogila) fundó una escuela en el hospital, que más tarde se fusionó con el Colegio de la Hermandad de Kiev. Desde 1701, ambos colegios dieron lugar a la Academia de Kiev.
La iglesia ha sido estudiada por P. Lashkarev, I. Morgilevsky, Yu. Aseev, F. Umantsev, and S. Kilesso. En 1957-1958, se llevó a cabo una gran obra de restauración, incluyendo las decoraciones perdidas, los dorados de las cúpulas y retocando las punturas exteriores al óleo.

## Arquitectura

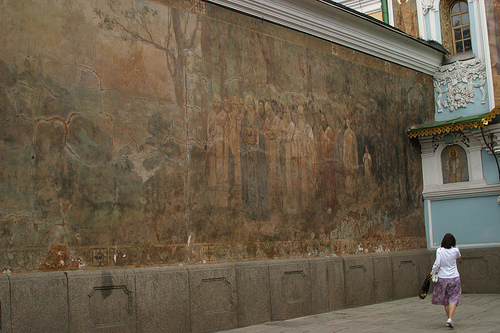
Las pinturas al óleo en los muros exteriores.

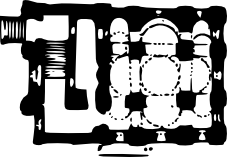
Plano de la Iglesia de la Puerta de la Trinidad.

La iglesia se encuentra sobre las Puertas Sagradas (en ucraniano: Святи ворота, en ruso: Святые ворота), que están en la entrada principal al monasterio. Cerca de la entrada, hay estancias para los guardas de la puerta. La iglesia se encontraba entre los muros del monasterio, ayudando a proteger las puertas. La otra cara de los muros del monasterio que da hacia las puertas está cubierta de frescos. Fueron completamente renovados en 1900-1901 por D. Sonin y otros artistas.
La iglesia de la Puerta de la Trinidad está dividida en tres naves, cada una de las cuales tiene un ábside esférico en su lado occidental. Una escalera de piedra externa conduce hacia la iglesia Varias ventanas angostas se abren creando una sensación de poder espiritual.
La iglesia es la típica construcción del Rus de Kiev siendo construida sobre las piedras de una antigua iglesia. Sin embargo, los motivos de la arquitectura de Kiev se pueden observar en la fachada sur del edificio. La iglesia mantiene su exterior en Barroco Ucraniano después de los trabajos de restauración llevados a cabo en los siglos XVII y XVIII realizadas por el maestro V. Stefanovych. Durante la reconstrucción, se instaló una cúpula diferente y se hicieron nuevas pinturas en el interior. El aspecto ascético inicial de la ornamentación fue reemplazado por una decoración intrincada y caprichosa, propia del barroco.
En 1725, se instaló un gran candelabro de 16 velas. Durante las décadas de 1730 y 1740 un grupo de artistas del monasterio dedicados en el taller de iconografía decoraron el interior de la iglesia. Los frescos de la iglesia están basados en escenas Bíblicas, y la decoración exterior se basa en el folclore ucraniano. Las obras realizadas en el siglo XVIII por F. Pavlovskyi, I. Maksimovych, y A. Galik se han podido conservar hasta la actualidad incluyendo: "Las caras del Mártir", "La expulsión de los mercaderes del Templo" y "El Concilio de Nicea". Los nombres de los pintores se desconocieron durante años, hasta que recientemente se descubrieron después de una investigación de archivo.
Los frescos del interior son una colección única de la arquitectura tradicional ucraniana del siglo XVIII. Tratan temas alegóricos e históricos bíblicos, muchos de ellos se han hecho con ornamentos tradicionales Ucranianos. En el muro oeste se encuentra la sillería esculpida en madera y ejecutada según la tradición ucraniana, la sillería está cubierta con pinturas al óleo.